# Basquetebol em cadeira de rodas nos Jogos Parapan-Americanos de 2007
O basquete em cadeira de rodas nos Jogos Parapan-americanos de 2007 foi realizado entre os dias 13 e 18 de agosto na Arena Olímpica do Rio no Complexo Esportivo Cidade dos Esportes.
Nesta modalidade, as quadras de jogo tem as mesmas medidas e dimensões do basquete comum. Algumas regras são adaptadas como a falta técnica e o limite de impulsos nas cadeiras sem quicar a bola. Os jogadores recebem uma pontuação de 1 a 4,5 de acordo com seu comprometimento funcional que no total dos jogadores em quadra não pode passar de 14.

## Medalhistas

### Masculino
| Med / | País | Med / | País | Med /  | País |
| Ouro  | Estados Unidos | Prata | Canadá | Bronze | Brasil |
|       | Aaron Gouge Ian Lynch Joshua George Michael Paye Jacob Counts Matthew Scott Jaime Mazzi Steven Serio John Gilbert Jeremy Lade Paul Schulte Joseph Chambers |       | David Durepos Bradley Bowden Patrick Anderson Richard Peter Yvon Rouillard Ross Norton Adam Lancia Corey Smith Robert Hedges Chris Stoutenburg Brandon Wagner David Eng |        | Wandemberg Nascimento Heriberto Roca Erick Silva José Marcos Silva Irio Nunes Nilton Pessoa Everaldo Lima Natanael Silva Anderson Ferreira Leandro Miranda José Soares Silva Sérgio Alexandre |

### Feminino
| Med / | País | Med / | País | Med /  | País |
| Ouro  | Estados Unidos | Prata | Canadá | Bronze | México |
|       | Desiree Miller Patricia Cisneros Emily Hoskins Jennifer Ruddell Loraine Gonzales Alana Nichols Stephanie Wheeler Sarah Castle Rebecca Murray Jennifer Howitt Mary Allison Milford Carlee Hoffman |       | Jennifer Krempien Elaine Allard Kendra Ohama Cindy Ouellet Jessica Desmazes Chantal Benoit Katie Harnock Sabrina Pettinichi Lisa Franks Lori Radke Misty Thomas Elisha Williams |        | Cecilia Vázquez Romy Rodríguez Rocío Torres López Anaisa Pérez Lucia Vázquez Rosa Cámara Teresa Camacho Claudia Miranda Lupita Madrigal Rosa Vera Wendy García |

## Torneio Masculino

### Grupo A
| Pos | Time      | Pts | J | V | D | PF  | PC  | Dif  |
| --- | --------- | --- | - | - | - | --- | --- | ---- |
| 1   | Canadá    | 6   | 3 | 3 | 0 | 223 | 118 | +105 |
| 2   | Brasil    | 5   | 3 | 2 | 1 | 235 | 152 | +83  |
| 3   | México    | 4   | 3 | 1 | 2 | 147 | 229 | -82  |
| 4   | Venezuela | 3   | 3 | 0 | 3 | 143 | 249 | -106 |

| 13 de agosto, 2007 8:00 |                                                   | Canadá | 72–37                                          | México |  | Arena Olímpica do Rio, Rio de Janeiro Árbitros: Cristian Salguero ARG Elias Conceição BRA Paulo Negri BRA |  |
| 13 de agosto, 2007 8:00 | Placar por quarto: 15-17, 24-22, 52-31, 72-37     |        |                                                |        |  | Arena Olímpica do Rio, Rio de Janeiro Árbitros: Cristian Salguero ARG Elias Conceição BRA Paulo Negri BRA |  |
| 13 de agosto, 2007 8:00 | Pts: Durepos (26) Rbts: Peter (7) Asts: Peter (8) |        | Pts: Luviano (8) Rbts: Lugo (7) Asts: Lugo (3) |        |  | Arena Olímpica do Rio, Rio de Janeiro Árbitros: Cristian Salguero ARG Elias Conceição BRA Paulo Negri BRA |  |

| 13 de agosto, 2007 12:00 |                                                       | Brasil | 100–40                                                            | Venezuela |  | Arena Olímpica do Rio, Rio de Janeiro Árbitros: Anthony Gonzales USA Matias Quintana ARG Antonia Gomez Ruf ESP |  |
| 13 de agosto, 2007 12:00 | Placar por quarto: 26-8, 45-20, 67-30, 100-40         |        |                                                                   |           |  | Arena Olímpica do Rio, Rio de Janeiro Árbitros: Anthony Gonzales USA Matias Quintana ARG Antonia Gomez Ruf ESP |  |
| 13 de agosto, 2007 12:00 | Pts: Miranda (13) Rbts: Nunes (10) Asts: N. Silva (6) |        | Pts: Sifontes (11) Rbts: Corrales (6) Asts: Corrales, Jimenez (2) |           |  | Arena Olímpica do Rio, Rio de Janeiro Árbitros: Anthony Gonzales USA Matias Quintana ARG Antonia Gomez Ruf ESP |  |

| 14 de agosto, 2007 10:00 |                                                  | Canadá | 78–40                                                             | Venezuela |  | Arena Olímpica do Rio, Rio de Janeiro Árbitros: Antonia Gomez Ruf ESP Cristian Salguero ARG Jonathon Burford USA |  |
| 14 de agosto, 2007 10:00 | Placar por quarto: 21-15, 40-24, 58-30, 78-40    |        |                                                                   |           |  | Arena Olímpica do Rio, Rio de Janeiro Árbitros: Antonia Gomez Ruf ESP Cristian Salguero ARG Jonathon Burford USA |  |
| 14 de agosto, 2007 10:00 | Pts: Lancia (19) Rbts: Eng (9) Asts: Durepos (4) |        | Pts: Jimenez (10) Rbts: Corrales (8) Asts: Corrales, Sifontes (3) |           |  | Arena Olímpica do Rio, Rio de Janeiro Árbitros: Antonia Gomez Ruf ESP Cristian Salguero ARG Jonathon Burford USA |  |

| 14 de agosto, 2007 18:00 |                                                 | México | 39–94                                                                          | Brasil |  | Arena Olímpica do Rio, Rio de Janeiro Árbitros: Sebastian Gauthier CAN Anthony Gonzales USA Matias Quintana ARG |  |
| 14 de agosto, 2007 18:00 | Placar por quarto: 12-27, 22-51, 31-78, 39-94   |        |                                                                                |        |  | Arena Olímpica do Rio, Rio de Janeiro Árbitros: Sebastian Gauthier CAN Anthony Gonzales USA Matias Quintana ARG |  |
| 14 de agosto, 2007 18:00 | Pts: Díaz (8) Rbts: Zavala (7) Asts: García (4) |        | Pts: N. Silva, J. S. Silva (16) Rbts: E. Silva, Nunes (9) Asts: Nascimento (4) |        |  | Arena Olímpica do Rio, Rio de Janeiro Árbitros: Sebastian Gauthier CAN Anthony Gonzales USA Matias Quintana ARG |  |

| 15 de agosto, 2007 12:00 |                                                                                           | Brasil | 41–73                                                  | Canadá |  | Arena Olímpica do Rio, Rio de Janeiro Árbitros: Mauro Retiz MEX Cristian Salguero ARG Antonia Gómez Ruf ESP |  |
| 15 de agosto, 2007 12:00 | Placar por quarto: 4-24, 12-37, 22-52, 41-73                                              |        |                                                        |        |  | Arena Olímpica do Rio, Rio de Janeiro Árbitros: Mauro Retiz MEX Cristian Salguero ARG Antonia Gómez Ruf ESP |  |
| 15 de agosto, 2007 12:00 | Pts: N. Silva, J. M. Silva (10) Rbts: Miranda (8) Asts: Nascimento, Anderson Ferreira (2) |        | Pts: Durepos (21) Rbts: Durepos (8) Asts: Anderson (6) |        |  | Arena Olímpica do Rio, Rio de Janeiro Árbitros: Mauro Retiz MEX Cristian Salguero ARG Antonia Gómez Ruf ESP |  |

| 15 de agosto, 2007 14:00 |                                                                            | Venezuela | 63–71                                                       | México |  | Arena Olímpica do Rio, Rio de Janeiro Árbitros: Elias Conceição BRA Chris Roger da Silva BRA Hector Fernández Machuca PUR |  |
| 15 de agosto, 2007 14:00 | Placar por quarto: 19-23, 36-39, 46-58, 63-71                              |           |                                                             |        |  | Arena Olímpica do Rio, Rio de Janeiro Árbitros: Elias Conceição BRA Chris Roger da Silva BRA Hector Fernández Machuca PUR |  |
| 15 de agosto, 2007 14:00 | Pts: Corrales, Sifontes (15) Rbts: Tovar (10) Asts: Corrales, Sifontes (6) |           | Pts: Arriaga (22) Rbts: Zavala (12) Asts: Díaz, Zavala (10) |        |  | Arena Olímpica do Rio, Rio de Janeiro Árbitros: Elias Conceição BRA Chris Roger da Silva BRA Hector Fernández Machuca PUR |  |

### Grupo B
| Pos | Time           | Pts | J | V | D | PF  | PC  | Dif  |
| --- | -------------- | --- | - | - | - | --- | --- | ---- |
| 1   | Estados Unidos | 6   | 3 | 3 | 0 | 259 | 85  | +174 |
| 2   | Argentina      | 5   | 3 | 2 | 1 | 207 | 155 | +52  |
| 3   | Colômbia       | 4   | 3 | 1 | 2 | 168 | 190 | -22  |
| 4   | Porto Rico     | 3   | 3 | 0 | 3 | 72  | 276 | -204 |

| 13 de agosto, 2007 10:00 |                                                        | Estados Unidos | 93–16                                            | Porto Rico |  | Arena Olímpica do Rio, Rio de Janeiro Árbitros: Sebastian Gauthier CAN Jhatry Herrera VEN Paulo Negri BRA |  |
| 13 de agosto, 2007 10:00 | Placar por quarto: 30-7, 52-7, 77-12, 93-16            |                |                                                  |            |  | Arena Olímpica do Rio, Rio de Janeiro Árbitros: Sebastian Gauthier CAN Jhatry Herrera VEN Paulo Negri BRA |  |
| 13 de agosto, 2007 10:00 | Pts: Paye, Schulte (15) Rbts: Lade (8) Asts: Lade (10) |                | Pts: Ocasio (8) Rbts: Ocasio (5) Asts: Pérez (1) |            |  | Arena Olímpica do Rio, Rio de Janeiro Árbitros: Sebastian Gauthier CAN Jhatry Herrera VEN Paulo Negri BRA |  |

| 13 de agosto, 2007 14:00 |                                                         | Colômbia | 47–76                                                             | Argentina |  | Arena Olímpica do Rio, Rio de Janeiro Árbitros: Jonathon Burford USA Frances Kremarik CAN Mauro Retiz MEX |  |
| 13 de agosto, 2007 14:00 | Placar por quarto: 10-14, 24-30, 30-50, 47-76           |          |                                                                   |           |  | Arena Olímpica do Rio, Rio de Janeiro Árbitros: Jonathon Burford USA Frances Kremarik CAN Mauro Retiz MEX |  |
| 13 de agosto, 2007 14:00 | Pts: Hawkins (14) Rbts: Hawkins (10) Asts: Carrillo (6) |          | Pts: Ruggeri, Berdun (25) Rbts: Copa, Gómez (14) Asts: Berdun (8) |           |  | Arena Olímpica do Rio, Rio de Janeiro Árbitros: Jonathon Burford USA Frances Kremarik CAN Mauro Retiz MEX |  |

| 14 de agosto, 2007 8:00 |                                                                 | Colômbia | 87–33                                                     | Porto Rico |  | Arena Olímpica do Rio, Rio de Janeiro Árbitros: Elias Conceição BRA Anthony Gonzales USA Paulo Negri BRA |  |
| 14 de agosto, 2007 8:00 | Placar por quarto: 42-13, 47-16, 67-23, 87-33                   |          |                                                           |            |  | Arena Olímpica do Rio, Rio de Janeiro Árbitros: Elias Conceição BRA Anthony Gonzales USA Paulo Negri BRA |  |
| 14 de agosto, 2007 8:00 | Pts: Hawkins (30) Rbts: Hawkins, González (11) Asts: Botero (5) |          | Pts: Maldonado (21) Rbts: Maldonado (12) Asts: Ocasio (3) |            |  | Arena Olímpica do Rio, Rio de Janeiro Árbitros: Elias Conceição BRA Anthony Gonzales USA Paulo Negri BRA |  |

| 14 de agosto, 2007 20:00 |                                                        | Estados Unidos | 85–35                                                                       | Argentina |  | Arena Olímpica do Rio, Rio de Janeiro Árbitros: Frances Kremarik CAN Mauro Retiz MEX Elias Conceição BRA |  |
| 14 de agosto, 2007 20:00 | Placar por quarto: 15-11, 41-17, 67-27, 85-35          |                |                                                                             |           |  | Arena Olímpica do Rio, Rio de Janeiro Árbitros: Frances Kremarik CAN Mauro Retiz MEX Elias Conceição BRA |  |
| 14 de agosto, 2007 20:00 | Pts: Chambers (23) Rbts: Chambers (13) Asts: Lade (11) |                | Pts: Pérez (12) Rbts: Berdun (8) Asts: Domínguez, Ruggeri, Bruno, Gómez (1) |           |  | Arena Olímpica do Rio, Rio de Janeiro Árbitros: Frances Kremarik CAN Mauro Retiz MEX Elias Conceição BRA |  |

| 15 de agosto, 2007 16:00 |                                                 | Estados Unidos | 81–34                                                         | Colômbia |  | Arena Olímpica do Rio, Rio de Janeiro Árbitros: Frances Kremarik CAN Euclides Estrada MEX Gustavo Mathias BRA |  |
| 15 de agosto, 2007 16:00 | Placar por quarto: 12-7, 35-14, 61-24, 81-34    |                |                                                               |          |  | Arena Olímpica do Rio, Rio de Janeiro Árbitros: Frances Kremarik CAN Euclides Estrada MEX Gustavo Mathias BRA |  |
| 15 de agosto, 2007 16:00 | Pts: Scott (22) Rbts: Scott (10) Asts: Lade (8) |                | Pts: Hawkins (14) Rbts: Hawkins (12) Asts: Carrillo, Ríos (3) |          |  | Arena Olímpica do Rio, Rio de Janeiro Árbitros: Frances Kremarik CAN Euclides Estrada MEX Gustavo Mathias BRA |  |

| 15 de agosto, 2007 20:00 |                                                                                | Porto Rico | 23–96                                            | Argentina |  | Arena Olímpica do Rio, Rio de Janeiro Árbitros: Anthony Gonzales USA Antonia Gómez Ruf ESP Herbert González URU |  |
| 15 de agosto, 2007 20:00 | Placar por quarto: 3-17, 8-44, 12-77, 23-96                                    |            |                                                  |           |  | Arena Olímpica do Rio, Rio de Janeiro Árbitros: Anthony Gonzales USA Antonia Gómez Ruf ESP Herbert González URU |  |
| 15 de agosto, 2007 20:00 | Pts: Maldonado (8) Rbts: Maldonado (11) Asts: Seijo, Díaz, Calderón, Pérez (1) |            | Pts: Bossi (19) Rbts: Gómez (7) Asts: Berdun (5) |           |  | Arena Olímpica do Rio, Rio de Janeiro Árbitros: Anthony Gonzales USA Antonia Gómez Ruf ESP Herbert González URU |  |

### Fase final
|  | Quartas de final                     | Quartas de final                     |                                      |        | Semifinais | Semifinais |  |  | Final                                | Final |
|  |                                      |                                      |                                      |        |            |            |  |  |                                      |       |
|  | 16 de agosto, 16:00 - Arena Olímpica |                                      |                                      |        |            |            |  |  |                                      |       |
|  |                                      |                                      |                                      |        |            |            |  |  |                                      |       |
|  | Argentina                            | 55                                   |                                      |        |            |            |  |  |                                      |       |
|  | Argentina                            | 55                                   | 17 de agosto, 18:00 - Arena Olímpica |        |            |            |  |  |                                      |       |
|  | México                               | 53                                   |                                      |        |            |            |  |  |                                      |       |
|  | México                               | 53                                   | Argentina                            | 30     |            |            |  |  |                                      |       |
|  | 16 de agosto, 18:00 - Arena Olímpica |                                      | Argentina                            | 30     |            |            |  |  |                                      |       |
|  |                                      | Canadá                               | 72                                   |        |            |            |  |  |                                      |       |
|  | Canadá                               | Canadá                               | 72                                   | 75     |            |            |  |  |                                      |       |
|  | Canadá                               |                                      | 18 de agosto, 21:15 - Arena Olímpica | 75     |            |            |  |  |                                      |       |
|  | Porto Rico                           | 28                                   |                                      |        |            |            |  |  |                                      |       |
|  | Porto Rico                           | 28                                   | Canadá                               | 50     |            |            |  |  |                                      |       |
|  | 16 de agosto, 14:00 - Arena Olímpica |                                      | Canadá                               | 50     |            |            |  |  |                                      |       |
|  |                                      | Estados Unidos                       | 52                                   |        |            |            |  |  |                                      |       |
|  | Brasil                               | Estados Unidos                       | 52                                   | 107    |            |            |  |  |                                      |       |
|  | Brasil                               | 17 de agosto, 20:00 - Arena Olímpica |                                      | 107    |            |            |  |  |                                      |       |
|  | Colômbia                             | 26                                   |                                      |        |            |            |  |  |                                      |       |
|  | Colômbia                             | 26                                   | Brasil                               | 35     | 3º lugar   | 3º lugar   |  |  |                                      |       |
|  | 16 de agosto, 20:00 - Arena Olímpica |                                      | Brasil                               | 35     | 3º lugar   | 3º lugar   |  |  |                                      |       |
|  |                                      | Estados Unidos                       | 79                                   |        |            |            |  |  |                                      |       |
|  | Estados Unidos                       | Estados Unidos                       | 79                                   | 98     | Argentina  | 34         |  |  |                                      |       |
|  | Estados Unidos                       |                                      |                                      | 98     | Argentina  | 34         |  |  |                                      |       |
|  | Venezuela                            | 34                                   |                                      | Brasil | 73         |            |  |  |                                      |       |
|  | Venezuela                            | 34                                   |                                      |        | 73         |            |  |  |                                      |       |
|  |                                      |                                      |                                      |        |            |            |  |  | 18 de agosto, 14:15 - Arena Olímpica |       |
|  |                                      |                                      |                                      |        |            |            |  |  |                                      |       |

#### Quartas de final
| 16 de agosto, 2007 14:00 |                                                                                                | Brasil | 107–26                                                 | Colômbia |  | Arena Multiuso do Rio, Rio de Janeiro Árbitros: Jonathon Burford USA Anthony Gonzales USA Frances Kremarik CAN |  |
| 16 de agosto, 2007 14:00 | Placar por quarto: 18-8, 46-13, 80-19, 107-26                                                  |        |                                                        |          |  | Arena Multiuso do Rio, Rio de Janeiro Árbitros: Jonathon Burford USA Anthony Gonzales USA Frances Kremarik CAN |  |
| 16 de agosto, 2007 14:00 | Pts: Nunes (23) Rbts: Nascimento, E. Silva, Nunes (8) Asts: Ferreira, Nascimento, E. Silva (6) |        | Pts: Carrillo (12) Rbts: Hawkins (5) Asts: Hawkins (3) |          |  | Arena Multiuso do Rio, Rio de Janeiro Árbitros: Jonathon Burford USA Anthony Gonzales USA Frances Kremarik CAN |  |

| 16 de agosto, 2007 16:00 |                                                      | Argentina | 55–53                                                            | México |  | Arena Multiuso do Rio, Rio de Janeiro Árbitros: Sebastian Gauthier CAN Elias Conceição BRA Chris Roger da Silva BRA |  |
| 16 de agosto, 2007 16:00 | Placar por quarto: 13-8, 24-26, 41-45, 55-53         |           |                                                                  |        |  | Arena Multiuso do Rio, Rio de Janeiro Árbitros: Sebastian Gauthier CAN Elias Conceição BRA Chris Roger da Silva BRA |  |
| 16 de agosto, 2007 16:00 | Pts: Berdun (32) Rbts: Berdun (10) Asts: Ruggeri (7) |           | Pts: Arriaga (19) Rbts: García, Díaz (9) Asts: Lugo, Arriaga (3) |        |  | Arena Multiuso do Rio, Rio de Janeiro Árbitros: Sebastian Gauthier CAN Elias Conceição BRA Chris Roger da Silva BRA |  |

| 16 de agosto, 2007 18:00 |                                                         | Canadá | 75–28                                                  | Porto Rico |  | Arena Multiuso do Rio, Rio de Janeiro Árbitros: Matias Quintana ARG Euclides Estrada MEX Paulo Negri BRA |  |
| 16 de agosto, 2007 18:00 | Placar por quarto: 22-8, 42-12, 54-16, 75-28            |        |                                                        |            |  | Arena Multiuso do Rio, Rio de Janeiro Árbitros: Matias Quintana ARG Euclides Estrada MEX Paulo Negri BRA |  |
| 16 de agosto, 2007 18:00 | Pts: Rouillard (19) Rbts: Norton (9) Asts: Anderson (5) |        | Pts: Maldonado (12) Rbts: Díaz (12) Asts: O. Pérez (3) |            |  | Arena Multiuso do Rio, Rio de Janeiro Árbitros: Matias Quintana ARG Euclides Estrada MEX Paulo Negri BRA |  |

| 16 de agosto, 2007 20:00 |                                                         | Estados Unidos | 98–34                                                          | Venezuela |  | Arena Multiuso do Rio, Rio de Janeiro Árbitros: Cristian Salguero ARG Mauro Retiz MEX Gustavo Mathias BRA |  |
| 16 de agosto, 2007 20:00 | Placar por quarto: 29-2, 57-9, 85-20, 98-34             |                |                                                                |           |  | Arena Multiuso do Rio, Rio de Janeiro Árbitros: Cristian Salguero ARG Mauro Retiz MEX Gustavo Mathias BRA |  |
| 16 de agosto, 2007 20:00 | Pts: Schulte (18) Rbts: Paye, Scott (5) Asts: Mazzi (4) |                | Pts: Jimenez (11) Rbts: Jimenez (6) Asts: Marchan, Briceño (2) |           |  | Arena Multiuso do Rio, Rio de Janeiro Árbitros: Cristian Salguero ARG Mauro Retiz MEX Gustavo Mathias BRA |  |

#### Disputa pelo 7º lugar
| 17 de agosto, 2007 14:00 |                                                      | Porto Rico | 48–85                                                    | Venezuela |  | Arena Multiuso do Rio, Rio de Janeiro Árbitros: Matias Quintana ARG Mauro Retiz MEX Paulo Negri BRA |  |
| 17 de agosto, 2007 14:00 | Placar por quarto: 14-22, 34-38, 42-63, 48-85        |            |                                                          |           |  | Arena Multiuso do Rio, Rio de Janeiro Árbitros: Matias Quintana ARG Mauro Retiz MEX Paulo Negri BRA |  |
| 17 de agosto, 2007 14:00 | Pts: Maldonado (19) Rbts: Díaz (17) Asts: Ocasio (6) |            | Pts: Corrales (24) Rbts: Jimenez (17) Asts: Corrales (8) |           |  | Arena Multiuso do Rio, Rio de Janeiro Árbitros: Matias Quintana ARG Mauro Retiz MEX Paulo Negri BRA |  |

#### Disputa pelo 5º lugar
| 17 de agosto, 2007 16:00 |                                                                  | Colômbia | 48–79                                                | México |  | Arena Multiuso do Rio, Rio de Janeiro Árbitros: Cristian Salguero ARG Gustavo Mathias BRA Herbert Gonzales URU |  |
| 17 de agosto, 2007 16:00 | Placar por quarto: 6-21, 18-33, 34-58, 48-79                     |          |                                                      |        |  | Arena Multiuso do Rio, Rio de Janeiro Árbitros: Cristian Salguero ARG Gustavo Mathias BRA Herbert Gonzales URU |  |
| 17 de agosto, 2007 16:00 | Pts: Hawkins (12) Rbts: Hawkins (9) Asts: Carrillo, Chaparro (4) |          | Pts: Arriaga (20) Rbts: Arriaga (11) Asts: Guapo (6) |        |  | Arena Multiuso do Rio, Rio de Janeiro Árbitros: Cristian Salguero ARG Gustavo Mathias BRA Herbert Gonzales URU |  |

#### Semifinal
| 17 de agosto, 2007 18:00 |                                                    | Argentina | 30–72                                                        | Canadá |  | Arena Multiuso do Rio, Rio de Janeiro Árbitros: Jonathon Burford USA Elias Conceição BRA Antonia Gómez Ruf ESP |  |
| 17 de agosto, 2007 18:00 | Placar por quarto: 14-17, 20-33, 26-52, 30-72      |           |                                                              |        |  | Arena Multiuso do Rio, Rio de Janeiro Árbitros: Jonathon Burford USA Elias Conceição BRA Antonia Gómez Ruf ESP |  |
| 17 de agosto, 2007 18:00 | Pts: Berdun (6) Rbts: Berdun (9) Asts: Ruggeri (4) |           | Pts: Durepos, Eng (14) Rbts: Anderson (9) Asts: Anderson (3) |        |  | Arena Multiuso do Rio, Rio de Janeiro Árbitros: Jonathon Burford USA Elias Conceição BRA Antonia Gómez Ruf ESP |  |

| 17 de agosto, 2007 20:00 |                                                            | Brasil | 35–79                                             | Estados Unidos |  | Arena Multiuso do Rio, Rio de Janeiro Árbitros: Sebastian Gauthier CAN Matias Quintana ARG Frances Kremarik CAN |  |
| 17 de agosto, 2007 20:00 | Placar por quarto: 8-23, 16-36, 26-55, 35-79               |        |                                                   |                |  | Arena Multiuso do Rio, Rio de Janeiro Árbitros: Sebastian Gauthier CAN Matias Quintana ARG Frances Kremarik CAN |  |
| 17 de agosto, 2007 20:00 | Pts: E. Silva (12) Rbts: Ferreira (6) Asts: Nascimento (4) |        | Pts: Paye (26) Rbts: Chambers (11) Asts: Lade (7) |                |  | Arena Multiuso do Rio, Rio de Janeiro Árbitros: Sebastian Gauthier CAN Matias Quintana ARG Frances Kremarik CAN |  |

#### Disputa do bronze
| 18 de agosto, 2007 14:15 |                                                          | Argentina | 34–73                                                   | Brasil |  | Arena Multiuso do Rio, Rio de Janeiro Árbitros: Sebastian Gauthier CAN Jonathon Burford USA Frances Kremarik CAN |  |
| 18 de agosto, 2007 14:15 | Placar por quarto: 8-14, 14-38, 26-59, 34-73             |           |                                                         |        |  | Arena Multiuso do Rio, Rio de Janeiro Árbitros: Sebastian Gauthier CAN Jonathon Burford USA Frances Kremarik CAN |  |
| 18 de agosto, 2007 14:15 | Pts: Berdun (17) Rbts: Berdun, Gómez (7) Asts: Gómez (2) |           | Pts: N. Silva (20) Rbts: Miranda (9) Asts: E. Silva (4) |        |  | Arena Multiuso do Rio, Rio de Janeiro Árbitros: Sebastian Gauthier CAN Jonathon Burford USA Frances Kremarik CAN |  |

#### Final
| 18 de agosto, 2007 21:15 |                                                          | Canadá | 50–52                                               | Estados Unidos |  | Arena Multiuso do Rio, Rio de Janeiro Árbitros: Cristian Salguero ARG Matias Quintana ARG Elias Conceição BRA |  |
| 18 de agosto, 2007 21:15 | Placar por quarto: 12-6, 22-24, 37-35, 50-52             |        |                                                     |                |  | Arena Multiuso do Rio, Rio de Janeiro Árbitros: Cristian Salguero ARG Matias Quintana ARG Elias Conceição BRA |  |
| 18 de agosto, 2007 21:15 | Pts: Anderson (23) Rbts: Anderson (13) Asts: Durepos (5) |        | Pts: Chambers (20) Rbts: Counts (10) Asts: Lade (3) |                |  | Arena Multiuso do Rio, Rio de Janeiro Árbitros: Cristian Salguero ARG Matias Quintana ARG Elias Conceição BRA |  |

### Classificação final
| Pos.   | Equipe         | Campanha (V-D) |
| ------ | -------------- | -------------- |
| Ouro   | Estados Unidos | (6-0)          |
| Prata  | Canadá         | (5-1)          |
| Bronze | Brasil         | (4-2)          |
| 4      | Argentina      | (3-3)          |
| 5      | México         | (2-3)          |
| 6      | Colômbia       | (1-4)          |
| 7      | Venezuela      | (1-4)          |
| 8      | Porto Rico     | (0-5)          |

## Torneio Feminino

### Grupo único
| Pos | Time           | Pts | J | V | D | PF  | PC  | Dif  |
| --- | -------------- | --- | - | - | - | --- | --- | ---- |
| 1   | Estados Unidos | 10  | 5 | 5 | 0 | 383 | 128 | +255 |
| 2   | Canadá         | 9   | 5 | 4 | 1 | 286 | 147 | +139 |
| 3   | México         | 8   | 5 | 3 | 2 | 253 | 188 | +65  |
| 4   | Brasil         | 7   | 5 | 2 | 3 | 290 | 224 | +66  |
| 5   | El Salvador    | 6   | 5 | 1 | 4 | 87  | 326 | -239 |
| 6   | Argentina      | 5   | 5 | 0 | 5 | 64  | 350 | -286 |

| 13 de agosto, 2007 16:00 |                                                         | Brasil | 33–72                                                                     | Canadá |  | Arena Multiuso do Rio, Rio de Janeiro Árbitros: Matias Quintana ARG Euclides Estrada MEX Jhatry Herrera VEN |  |
| 13 de agosto, 2007 16:00 | Placar por quarto: 8-14, 19-32, 25-52, 33-72            |        |                                                                           |        |  | Arena Multiuso do Rio, Rio de Janeiro Árbitros: Matias Quintana ARG Euclides Estrada MEX Jhatry Herrera VEN |  |
| 13 de agosto, 2007 16:00 | Pts: Moraes (16) Rbts: Santos Reis (7) Asts: Moraes (2) |        | Pts: Thomas (20) Rbts: Thomas (18) Asts: Benoit, Ohama, Thomas, Radke (3) |        |  | Arena Multiuso do Rio, Rio de Janeiro Árbitros: Matias Quintana ARG Euclides Estrada MEX Jhatry Herrera VEN |  |

| 13 de agosto, 2007 18:00 |                                                                    | El Salvador | 12–86                                                                | Estados Unidos |  | Arena Multiuso do Rio, Rio de Janeiro Árbitros: Mauro Retiz MEX Chris Roger da Silva BRA Herbert González URU |  |
| 13 de agosto, 2007 18:00 | Placar por quarto: 0-26, 6-51, 8-72, 12-86                         |             |                                                                      |                |  | Arena Multiuso do Rio, Rio de Janeiro Árbitros: Mauro Retiz MEX Chris Roger da Silva BRA Herbert González URU |  |
| 13 de agosto, 2007 18:00 | Pts: L. Chávez (6) Rbts: Zelaya, L. Chávez (3) Asts: Escalante (3) |             | Pts: Miller (13) Rbts: Gonzales, Alana Nichols (7) Asts: Ruddell (7) |                |  | Arena Multiuso do Rio, Rio de Janeiro Árbitros: Mauro Retiz MEX Chris Roger da Silva BRA Herbert González URU |  |

| 13 de agosto, 2007 20:00 |                                                               | México | 83–3                                              | Argentina |  | Arena Multiuso do Rio, Rio de Janeiro Árbitros: Antonia Gómez Ruf ESP Frances Kremarik CAN Hector Fernández Machuca PUR |  |
| 13 de agosto, 2007 20:00 | Placar por quarto: 19-3, 35-3, 65-3, 83-3                     |        |                                                   |           |  | Arena Multiuso do Rio, Rio de Janeiro Árbitros: Antonia Gómez Ruf ESP Frances Kremarik CAN Hector Fernández Machuca PUR |  |
| 13 de agosto, 2007 20:00 | Pts: Pérez, García (14) Rbts: Rodríguez (8) Asts: Vásquez (4) |        | Pts: Galarza (3) Rbts: Alonzo (7) Asts: Vivas (1) |           |  | Arena Multiuso do Rio, Rio de Janeiro Árbitros: Antonia Gómez Ruf ESP Frances Kremarik CAN Hector Fernández Machuca PUR |  |

| 14 de agosto, 2007 12:00 |                                                    | Brasil | 34–57                                                  | México |  | Arena Multiuso do Rio, Rio de Janeiro Árbitros: Jhatry Herrera VEN Sebastian Gauthier CAN Herbert Gonzales URU |  |
| 14 de agosto, 2007 12:00 | Placar por quarto: 10-8, 19-17, 23-31, 34-57       |        |                                                        |        |  | Arena Multiuso do Rio, Rio de Janeiro Árbitros: Jhatry Herrera VEN Sebastian Gauthier CAN Herbert Gonzales URU |  |
| 14 de agosto, 2007 12:00 | Pts: Moraes (17) Rbts: Mafra (10) Asts: Moraes (4) |        | Pts: Vázquez (35) Rbts: Vázquez (21) Asts: Miranda (4) |        |  | Arena Multiuso do Rio, Rio de Janeiro Árbitros: Jhatry Herrera VEN Sebastian Gauthier CAN Herbert Gonzales URU |  |

| 14 de agosto, 2007 14:00 |                                                       | El Salvador | 36–31                                                                | Argentina |  | Arena Multiuso do Rio, Rio de Janeiro Árbitros: Euclides Estrada MEX Jonathon Burford USA Hector Fernández Machuca PUR |  |
| 14 de agosto, 2007 14:00 | Placar por quarto: 8-8, 13-14, 30-23, 36-31           |             |                                                                      |           |  | Arena Multiuso do Rio, Rio de Janeiro Árbitros: Euclides Estrada MEX Jonathon Burford USA Hector Fernández Machuca PUR |  |
| 14 de agosto, 2007 14:00 | Pts: Escalante (15) Rbts: Zelaya (9) Asts: Zelaya (5) |             | Pts: Alonso (15) Rbts: Alonso (17) Asts: Leites da Silva, Alonso (3) |           |  | Arena Multiuso do Rio, Rio de Janeiro Árbitros: Euclides Estrada MEX Jonathon Burford USA Hector Fernández Machuca PUR |  |

| 14 de agosto, 2007 16:00 |                                                                                    | Canadá | 43–57                                                              | Estados Unidos |  | Arena Multiuso do Rio, Rio de Janeiro Árbitros: Cristian Salguero ARG Chris Roger da Silva BRA Gustavo Mathias BRA |  |
| 14 de agosto, 2007 16:00 | Placar por quarto: 8-20, 17-32, 31-43, 43-57                                       |        |                                                                    |                |  | Arena Multiuso do Rio, Rio de Janeiro Árbitros: Cristian Salguero ARG Chris Roger da Silva BRA Gustavo Mathias BRA |  |
| 14 de agosto, 2007 16:00 | Pts: Pettincochi (9) Rbts: Thomas (7) Asts: Pettincochi, Benoit, Radke, Thomas (2) |        | Pts: Gonzales (27) Rbts: Gonzales (10) Asts: Cisneros, Ruddell (4) |                |  | Arena Multiuso do Rio, Rio de Janeiro Árbitros: Cristian Salguero ARG Chris Roger da Silva BRA Gustavo Mathias BRA |  |

| 15 de agosto, 2007 08:00 |                                                                | Brasil | 95–10                                                                     | El Salvador |  | Arena Multiuso do Rio, Rio de Janeiro Árbitros: Jonathon Burford USA Euclides Estrada MEX Frances Kremarik CAN |  |
| 15 de agosto, 2007 08:00 | Placar por quarto: 25-2, 45-5, 73-10, 95-10                    |        |                                                                           |             |  | Arena Multiuso do Rio, Rio de Janeiro Árbitros: Jonathon Burford USA Euclides Estrada MEX Frances Kremarik CAN |  |
| 15 de agosto, 2007 08:00 | Pts: Santos Reis (32) Rbts: Santos Reis (12) Asts: Moraes (20) |        | Pts: Escalante, L. Chávez (3) Rbts: Zelaya (9) Asts: M. Chávez, López (1) |             |  | Arena Multiuso do Rio, Rio de Janeiro Árbitros: Jonathon Burford USA Euclides Estrada MEX Frances Kremarik CAN |  |

| 15 de agosto, 2007 10:00 |                                                        | Canadá | 54–31                                                        | México |  | Arena Multiuso do Rio, Rio de Janeiro Árbitros: Matias Quintana ARG Chris Roger da Silva BRA Jhatry Herrera VEN |  |
| 15 de agosto, 2007 10:00 | Placar por quarto: 18-3, 28-11, 38-19, 54-31           |        |                                                              |        |  | Arena Multiuso do Rio, Rio de Janeiro Árbitros: Matias Quintana ARG Chris Roger da Silva BRA Jhatry Herrera VEN |  |
| 15 de agosto, 2007 10:00 | Pts: Harnock (11) Rbts: Williams (10) Asts: Zelaya (5) |        | Pts: Torres López (8) Rbts: Rodríguez (12) Asts: Vasquez (3) |        |  | Arena Multiuso do Rio, Rio de Janeiro Árbitros: Matias Quintana ARG Chris Roger da Silva BRA Jhatry Herrera VEN |  |

| 15 de agosto, 2007 18:00 |                                                   | Argentina | 9–82                                                          | Estados Unidos |  | Arena Multiuso do Rio, Rio de Janeiro Árbitros: Sebastian Gauthier CAN Jhatry Herrera VEN Paulo Negri BRA |  |
| 15 de agosto, 2007 18:00 | Placar por quarto: 0-31, 4-50, 6-68, 9-82         |           |                                                               |                |  | Arena Multiuso do Rio, Rio de Janeiro Árbitros: Sebastian Gauthier CAN Jhatry Herrera VEN Paulo Negri BRA |  |
| 15 de agosto, 2007 18:00 | Pts: Galarza (6) Rbts: Alonso (5) Asts: Vivas (2) |           | Pts: Miller (16) Rbts: Miller (7) Asts: Cisneros, Nichols (5) |                |  | Arena Multiuso do Rio, Rio de Janeiro Árbitros: Sebastian Gauthier CAN Jhatry Herrera VEN Paulo Negri BRA |  |

| 16 de agosto, 2007 08:00 |                                                       | Argentina | 12–51                                                                      | Canadá |  | Arena Multiuso do Rio, Rio de Janeiro Árbitros: Elias Conceição BRA Paulo Negri BRA Hector Fernández Machuca PUR |  |
| 16 de agosto, 2007 08:00 | Placar por quarto: 4-10, 4-28, 4-43, 12-51            |           |                                                                            |        |  | Arena Multiuso do Rio, Rio de Janeiro Árbitros: Elias Conceição BRA Paulo Negri BRA Hector Fernández Machuca PUR |  |
| 16 de agosto, 2007 08:00 | Pts: Galarza (10) Rbts: Galarza (4) Asts: Galarza (1) |           | Pts: Pettinichi (9) Rbts: Desmazes (8) Asts: Allard, Pettinichi, Radke (3) |        |  | Arena Multiuso do Rio, Rio de Janeiro Árbitros: Elias Conceição BRA Paulo Negri BRA Hector Fernández Machuca PUR |  |

| 16 de agosto, 2007 10:00 |                                                                 | México | 48–15                                                 | El Salvador |  | Arena Multiuso do Rio, Rio de Janeiro Árbitros: Antonia Gómez Ruf ESP Jhatry Herrera VEN Gustavo Mathias BRA |  |
| 16 de agosto, 2007 10:00 | Placar por quarto: 14-5, 27-13, 36-15, 48-15                    |        |                                                       |             |  | Arena Multiuso do Rio, Rio de Janeiro Árbitros: Antonia Gómez Ruf ESP Jhatry Herrera VEN Gustavo Mathias BRA |  |
| 16 de agosto, 2007 10:00 | Pts: García, Miranda (10) Rbts: García (11) Asts: Rodríguez (3) |        | Pts: Escalente (6) Rbts: Zelaya (20) Asts: Zelaya (2) |             |  | Arena Multiuso do Rio, Rio de Janeiro Árbitros: Antonia Gómez Ruf ESP Jhatry Herrera VEN Gustavo Mathias BRA |  |

| 16 de agosto, 2007 12:00 |                                                                 | Estados Unidos | 76–30                                                         | Brasil |  | Arena Multiuso do Rio, Rio de Janeiro Árbitros: Mauro Retiz MEX Euclides Estrada MEX Herbert Gonzales URU |  |
| 16 de agosto, 2007 12:00 | Placar por quarto: 20-10, 32-14, 54-18, 76-30                   |                |                                                               |        |  | Arena Multiuso do Rio, Rio de Janeiro Árbitros: Mauro Retiz MEX Euclides Estrada MEX Herbert Gonzales URU |  |
| 16 de agosto, 2007 12:00 | Pts: Ruddell (26) Rbts: Ruddell, Gonzles (8) Asts: Cisneros (8) |                | Pts: Santos Reis (12) Rbts: Santos Reis (14) Asts: Moraes (8) |        |  | Arena Multiuso do Rio, Rio de Janeiro Árbitros: Mauro Retiz MEX Euclides Estrada MEX Herbert Gonzales URU |  |

| 17 de agosto, 2007 08:00 |                                                         | Estados Unidos | 82–34                                                         | México |  | Arena Multiuso do Rio, Rio de Janeiro Árbitros: Cristian Salguero ARG Chris Roger da Silva BRA Paulo Negri BRA |  |
| 17 de agosto, 2007 08:00 | Placar por quarto: 31-4, 58-11, 74-20, 82-34            |                |                                                               |        |  | Arena Multiuso do Rio, Rio de Janeiro Árbitros: Cristian Salguero ARG Chris Roger da Silva BRA Paulo Negri BRA |  |
| 17 de agosto, 2007 08:00 | Pts: Gonzales (24) Rbts: Gonzales (9) Asts: Hoffman (6) |                | Pts: Vázquez (17) Rbts: Vázquez (9) Asts: Miranda, García (2) |        |  | Arena Multiuso do Rio, Rio de Janeiro Árbitros: Cristian Salguero ARG Chris Roger da Silva BRA Paulo Negri BRA |  |

| 17 de agosto, 2007 10:00 |                                                            | Canadá | 66–14                                | El Salvador |  | Arena Multiuso do Rio, Rio de Janeiro Árbitros: Gustavo Mathias BRA Jonathon Burford USA Anthony Gonzales USA |  |
| 17 de agosto, 2007 10:00 | Placar por quarto: 16-2, 26-6, 48-8, 66-14                 |        |                                      |             |  | Arena Multiuso do Rio, Rio de Janeiro Árbitros: Gustavo Mathias BRA Jonathon Burford USA Anthony Gonzales USA |  |
| 17 de agosto, 2007 10:00 | Pts: Ouellet, Ohama (14) Rbts: Radke (12) Asts: Benoit (8) |        | Pts: Escalante (6) Rbts: Zelaya (12) |             |  | Arena Multiuso do Rio, Rio de Janeiro Árbitros: Gustavo Mathias BRA Jonathon Burford USA Anthony Gonzales USA |  |

| 17 de agosto, 2007 12:00 |                                                    | Argentina | 9–98                                                      | Brasil |  | Arena Multiuso do Rio, Rio de Janeiro Árbitros: Euclides Estrada MEX Jhatry Herrera VEN Herbert Gonzales URU |  |
| 17 de agosto, 2007 12:00 | Placar por quarto: 2-24, 4-52, 7-75, 9-98          |           |                                                           |        |  | Arena Multiuso do Rio, Rio de Janeiro Árbitros: Euclides Estrada MEX Jhatry Herrera VEN Herbert Gonzales URU |  |
| 17 de agosto, 2007 12:00 | Pts: Galarza (9) Rbts: Coronel (6) Asts: Vivas (1) |           | Pts: Moraes (46) Rbts: Santos Reis (17) Asts: Moraes (11) |        |  | Arena Multiuso do Rio, Rio de Janeiro Árbitros: Euclides Estrada MEX Jhatry Herrera VEN Herbert Gonzales URU |  |

### Disputa pelo 5° lugar
| 18 de agosto, 2007 12:00 |                                                        | El Salvador | 32–15                                                | Argentina |  | Arena Multiuso do Rio, Rio de Janeiro Árbitros: Chris Roger da Silva BRA Gustavo Mathias BRA Paulo Negri BRA |  |
| 18 de agosto, 2007 12:00 | Placar por quarto: 8-2, 16-9, 26-9, 32-15              |             |                                                      |           |  | Arena Multiuso do Rio, Rio de Janeiro Árbitros: Chris Roger da Silva BRA Gustavo Mathias BRA Paulo Negri BRA |  |
| 18 de agosto, 2007 12:00 | Pts: Zelaya (16) Rbts: Chávez (13) Asts: Escalante (5) |             | Pts: Alonso (9) Rbts: Alonso (15) Asts: Villalba (2) |           |  | Arena Multiuso do Rio, Rio de Janeiro Árbitros: Chris Roger da Silva BRA Gustavo Mathias BRA Paulo Negri BRA |  |

### Disputa do bronze
| 18 de agosto, 2007 16:30 |                                                       | México | 48–46                                                      | Brasil |  | Arena Multiuso do Rio, Rio de Janeiro Árbitros: Anthony Gonzales USA Jhatry Herrera VEN Herbert Gonzales URU |  |
| 18 de agosto, 2007 16:30 | Placar por quarto: 8-13, 20-19, 36-33, 48-46          |        |                                                            |        |  | Arena Multiuso do Rio, Rio de Janeiro Árbitros: Anthony Gonzales USA Jhatry Herrera VEN Herbert Gonzales URU |  |
| 18 de agosto, 2007 16:30 | Pts: Vázquez (22) Rbts: Vázquez (9) Asts: Vázquez (9) |        | Pts: Santos Reis (14) Rbts: Martins (17) Asts: Moraes (10) |        |  | Arena Multiuso do Rio, Rio de Janeiro Árbitros: Anthony Gonzales USA Jhatry Herrera VEN Herbert Gonzales URU |  |

### Final
| 18 de agosto, 2007 18:45 |                                                         | Estados Unidos | 50–44                                                 | Canadá |  | Arena Multiuso do Rio, Rio de Janeiro Árbitros: Antonia Gómez Ruf ESP Euclides Estrada MEX Mauro Retiz MEX |  |
| 18 de agosto, 2007 18:45 | Placar por quarto: 10-8, 21-16, 32-28, 50-44            |                |                                                       |        |  | Arena Multiuso do Rio, Rio de Janeiro Árbitros: Antonia Gómez Ruf ESP Euclides Estrada MEX Mauro Retiz MEX |  |
| 18 de agosto, 2007 18:45 | Pts: Ruddell (21) Rbts: Gonzales (10) Asts: Wheeler (4) |                | Pts: Pettinichi (13) Rbts: Radke (10) Asts: Radke (5) |        |  | Arena Multiuso do Rio, Rio de Janeiro Árbitros: Antonia Gómez Ruf ESP Euclides Estrada MEX Mauro Retiz MEX |  |

### Classificação final
| Pos.   | Equipe         | Campanha (V-D) |
| ------ | -------------- | -------------- |
| Ouro   | Estados Unidos | (6-0)          |
| Prata  | Canadá         | (4-2)          |
| Bronze | México         | (4-2)          |
| 4      | Brasil         | (2-4)          |
| 5      | El Salvador    | (2-4)          |
| 6      | Argentina      | (0-6)          |